# Bánov
Bánov (německy Banow) je obec na jihovýchodní Moravě, leží na úpatí Bílých Karpat. Leží asi 7 km od Uherského Brodu směrem k česko-slovenské hranici, 21 kilometrů jihovýchodně od Uherského Hradiště, 28 kilometrů jižně od Zlína a 268 kilometrů jihovýchodně od Prahy. Žije zde přibližně 2 200 obyvatel. Obec leží při hlavní silnici E50 z Brna na Slovensko. Od roku 2010 je v provozu obchvat obce, který výrazně změnil její charakter.

## Název
Název vesnice byl odvozen od osobního jména Bán (to z maďarského ban – "pán, vládce") a jeho význam byl "Bánův majetek".

## Historie
Archeologický průzkum prokázal již osídlení věteřovskou kulturou starší doby bronzové.
Bánovský poklad: Nejcennější archeologické nálezy, nazvané Bánovský poklad, byly objeveny detektorem roku 2017 a pocházejí z doby železné, přibližně z let 575 až 550 před naším letopočtem. Jde o pozůstatky ženského kroje s bronzovými šperky (šest dračích spon, náramky a nápažníky, vlasové ozdoby, náušnice, jehlice, prsten, téměř dva tisíce jantarových korálků, další korálky skleněné a dva železné kruhy ke koženému opasku), uložené v keramické nádobě. Byla zde pohřbena neznámá velmožka, ozbrojená železnou sekerou a jejím úkolem podle archeologů bylo kontrolovat Jantarovou stezku, která vedla z Pobaltí přes polské Slezsko a Olomouc až sem. Tento největší jantarový poklad z českého území je vystaven v Památníku Velké Moravy Slováckého muzea ve Starém Městě.
V době Velkomoravské říše byl Bánov součástí velkomoravského opevnění. Stála zde tvrz, která zanikla za česko-uherských válek.
První písemná zmínka o obci pochází z roku 1091, kdy zde pobýval budoucí český král Břetislav II.[zdroj?] Majiteli Bánova byla velkomoravská knížata, uherští panovníci a od konce 13. století se stal trvale moravským majetkem.

## Obyvatelstvo
| Rok            | 1869  | 1880  | 1890  | 1900  | 1910  | 1921  | 1930  | 1950  | 1961  | 1970  | 1980  | 1991  | 2001  | 2011  | 2021  |
| -------------- | ----- | ----- | ----- | ----- | ----- | ----- | ----- | ----- | ----- | ----- | ----- | ----- | ----- | ----- | ----- |
| Počet obyvatel | 1 098 | 1 167 | 1 292 | 1 543 | 1 784 | 1 918 | 1 911 | 2 181 | 2 391 | 2 286 | 2 159 | 2 053 | 2 081 | 2 048 | 2 051 |
| Počet domů     | 193   | 228   | 234   | 261   | 287   | 309   | 402   | 489   | 506   | 534   | 542   | 607   | 638   | 673   | 699   |

## Obecní symboly
Právo užívat obecní symboly obci Bánov udělil 4. června 1998 Miloš Zeman, předseda Poslanecké sněmovny Parlamentu České republiky.

### Znak
V červeném štítě se stříbrným lemem posázeným červenými růžemi stříbrný, na zeleném návrší doleva vykračující kohout se zlatou zbrojí (lalok i hřeben rovněž zlatý).

### Vlajka
List tvoří žerďová část o šířce jedné třetiny délky listu rozdělená na osm vodorovných pruhů střídavě červených a bílých a červená vlající část s bílým, k vlajícímu okraji vykračujícím kohoutem se žlutou zbrojí. Poměr šířky k délce listu je 2:3.

## Obecní správa a politika
V letech 2010–2014 byl starostou Zbyněk Král, od roku 2014 funkci vykonává Marek Mahdal.

## Památky a zajímavá místa
Dominantou obce při příjezdu od Uherského Brodu jsou Tři kříže znovuosazené v nedávné době na sopečné vyvýšenině.

### Stavby
- Sídliště z doby mladšího paleolitu
- Tvrz, zanikla za uherských válek
- Barokní kostel sv. Martina z konce 17. století, vznikl přestavbou středověkého kostela
- Zachované lidové stavby: usedlosti č. p. 97 a 98 a sýpka č. p. 73
- barokní socha sv. Jana Nepomuckého z 2. poloviny 18. století

### Památníky
- Pamětní deska Josefa Bublíka.
- Busta Štěpána Zálešáka před jeho rodným domem, autor J. Vlach, 1974

### Přírodní památky
- Přírodní památka Hrádek, bývalý lom, je dokladem třetihorní vulkanické činnosti.

## Kulturní akce
V Bánově se každoročně pořádají hody sv. Martina, kterému je zasvěcen zdejší kostel. Doprovázen je vždy lampionovým průvodem a nedělní bohoslužbou, kterou vždy koná pozvaný farář.

## Galerie

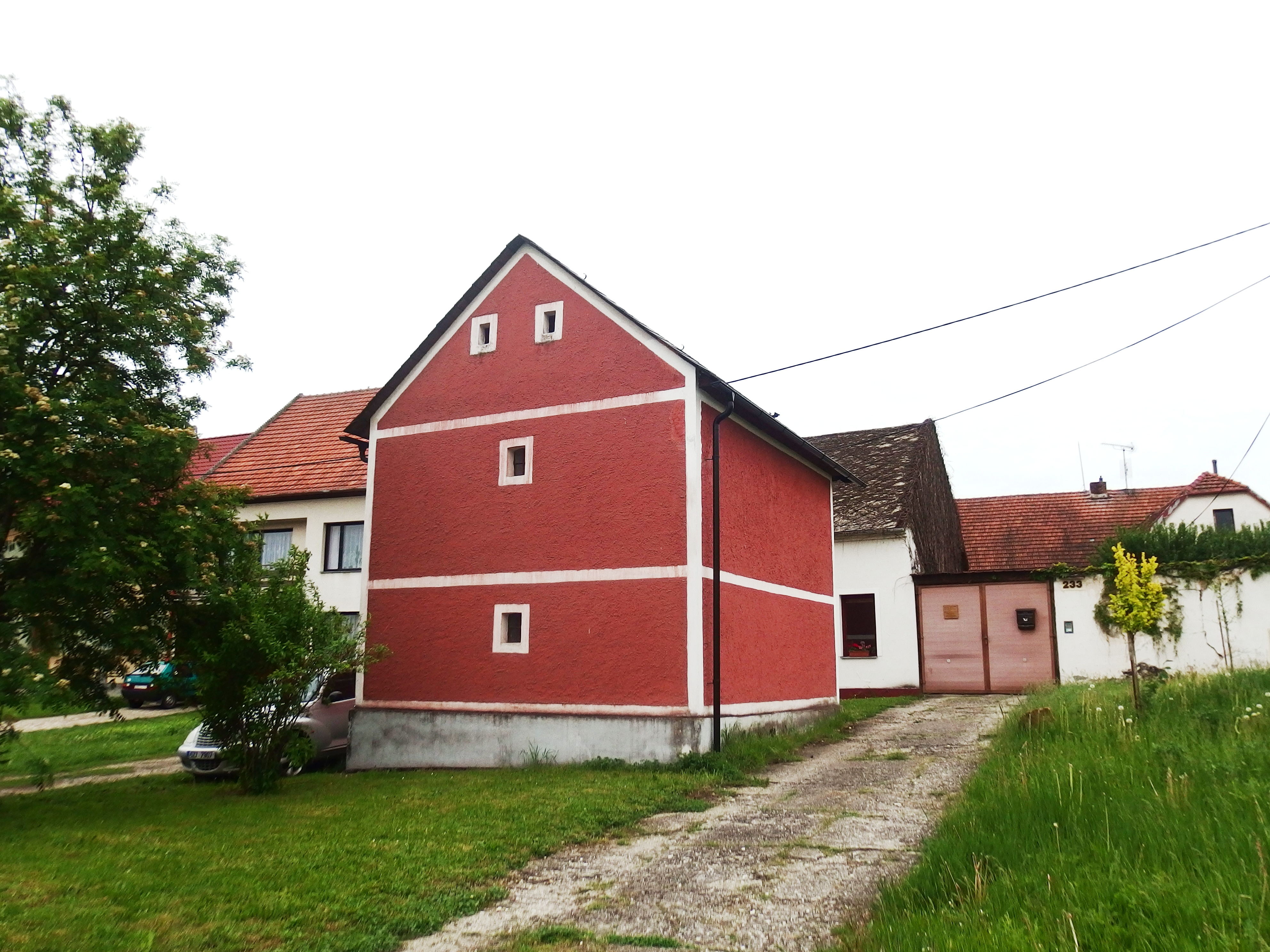
Památkově chráněný špýchar usedlosti č. p. 73
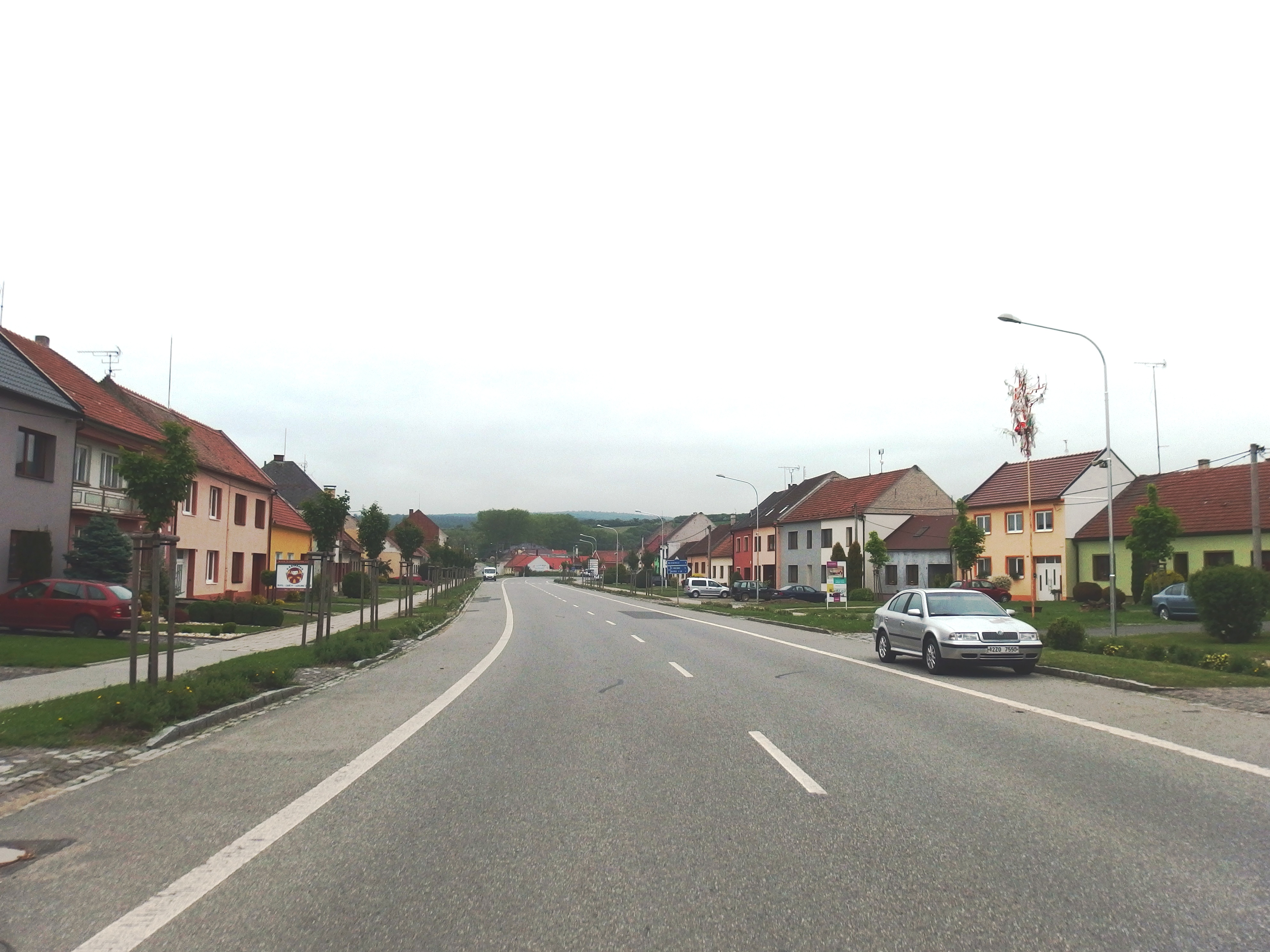
Hlavní ulice
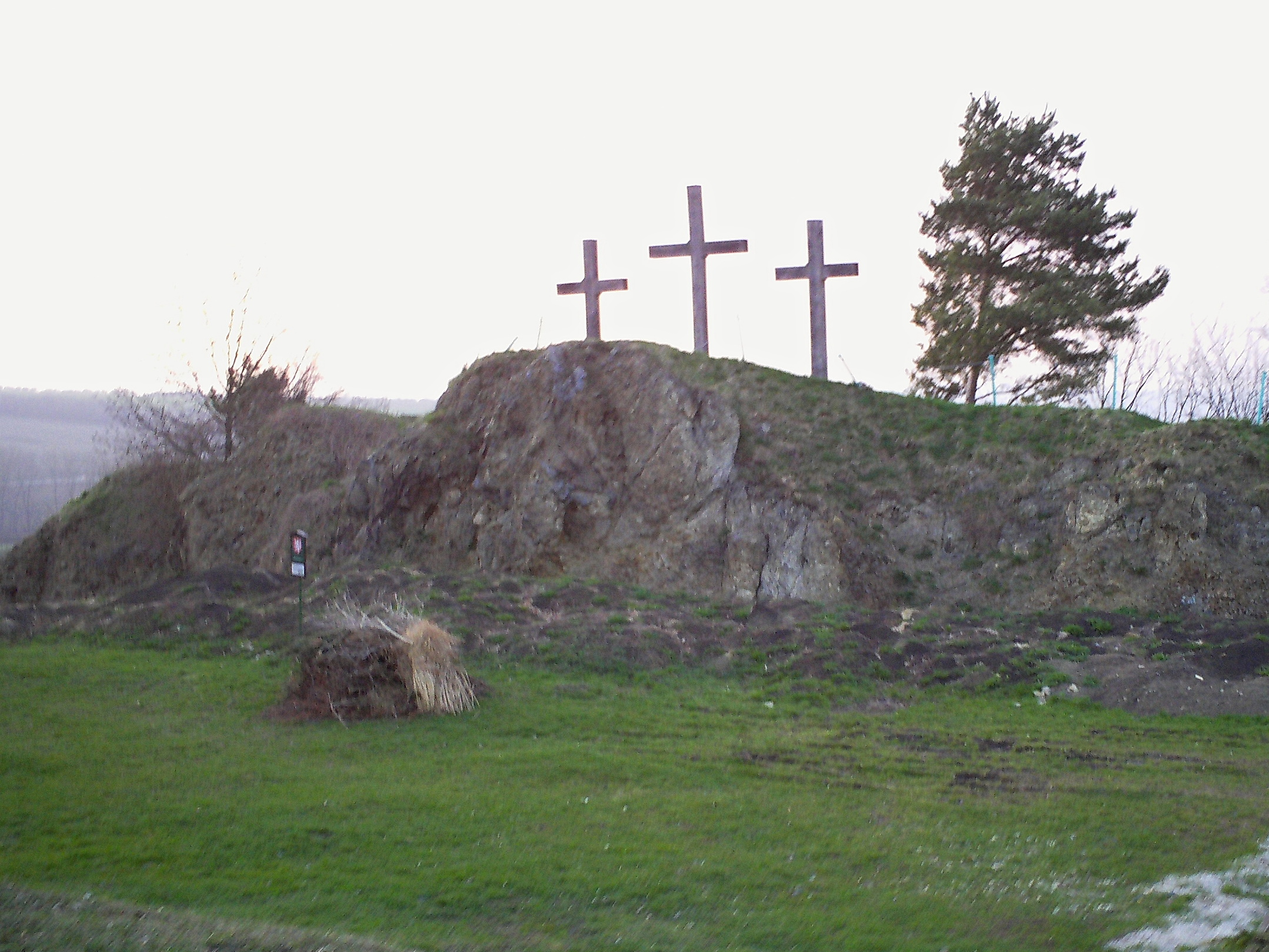
Přírodní památka Hrádek
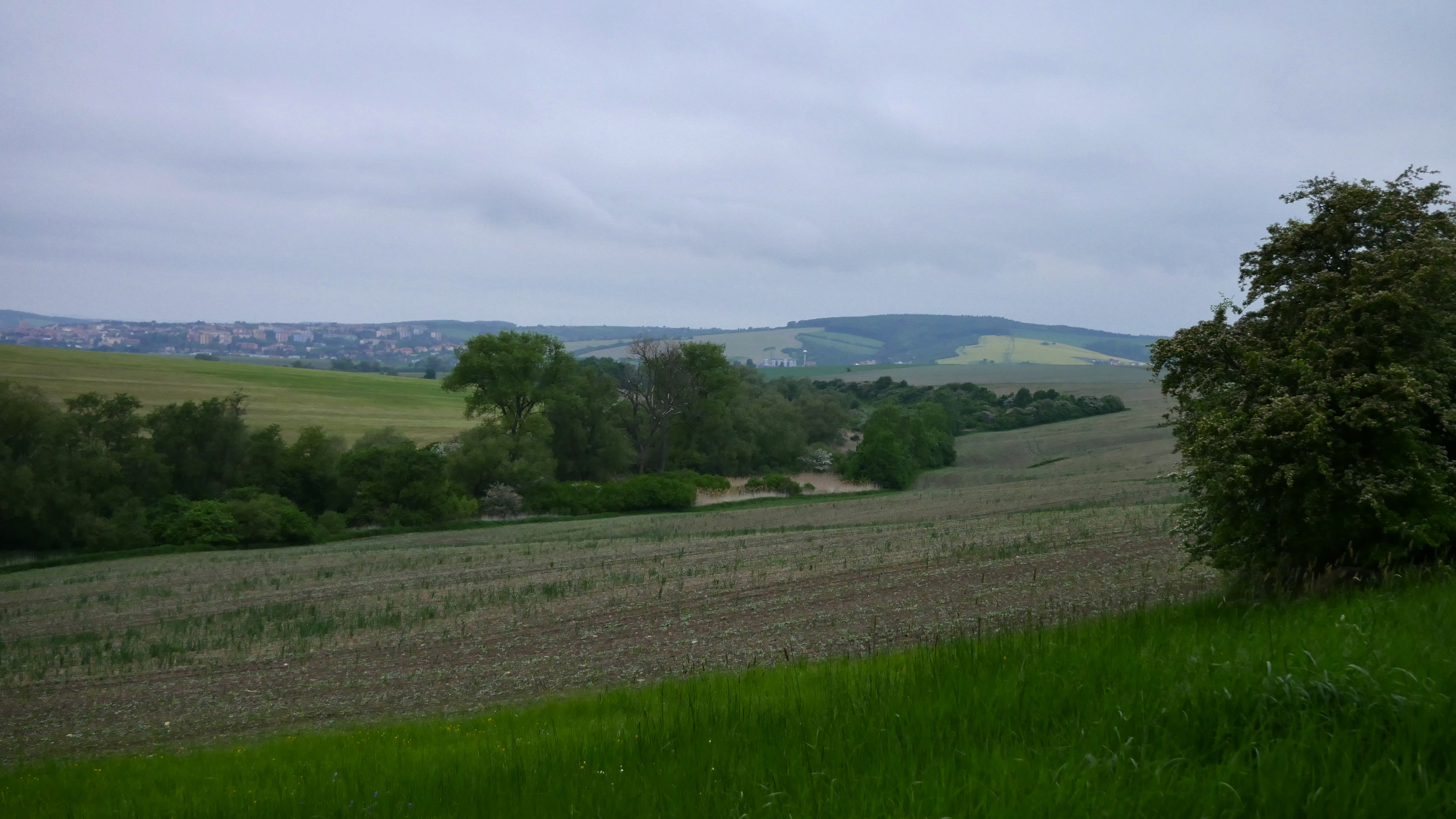
Přírodní památka Údolí Bánovského potoka

## Osobnosti
- Štěpán Zálešák (1874–1945), sochař a řezbář.
- František Borák (1910–1975), katolický kněz. Do historie se zapsal jako zpovědník Josefa Valčíka z výsadku Silver A a spolupracovníka Operace Anthropoid.[11]
- PhDr. František Polanský (1911–1973), profesor a komeniolog, spoluzakladatel muzea Jana Ámose Komenského v Uherském Brodě.[12]
- Josef Bublík (1920–1942), parašutista padlý v kostele sv. Cyrila a Metoděje v Resslově ulici v Praze po atentátu na Heydricha.
- Miroslav Vašina (1929–1971), katolický kněz, salesián, misionář v Itálii.[13]
- prof. Ing. Miroslav Píška, CSc., profesor VUT Brno.[14]

## Společenský život
Samospráva obce od roku 2016 vyvěšuje 5. července moravskou vlajku.

## Volný čas a rekreace
- Sportovní hala – míčové hry, stolní tenis, kuželkové dráhy
- Vodní nádrž Ordějov (2 km od obce) – rekreace, rybolov
- Cyklotrasa